# Fuerzas de Seguridad Pública del Estado de Guanajuato
Las Fuerzas de Seguridad Pública del Estado de Guanajuato es una dependencia de la administración pública estatal centralizada, cuyo objeto es el de preservar y establecer el orden público, protegiendo la integridad y  bienes de los habitantes del estado de Guanajuato, además de vigilar y patrullar de manera permanente y constante tratando de cubrir el mayor territorio posible.

## Historia
Creada en 1833, nombrada como Batallón Primero Ligero, encargada de escoltar al entonces presidente de la república Benito Juárez García durante su llegada a la capital guanajuatense, en donde realizaría su administración en el actual edificio de la presidencia Municipal. Esta dependencia funcionó de manera ininterrumpida, adscrita como institución a la Secretaría de seguridad pública. Uno de sus pasos más importantes la modernización, lograda en la Administración 2012-2018 del Gobernador Miguel Márquez, permitiendo desarrollar diversas tareas de seguridad para beneficio de los civiles y turistas.
Cabe destacar la creación de la Dirección General del Sistema Estatal de Coordinación, Comando, Control, Comunicaciones, Cómputo e Inteligencia (C5i), es la dependencia responsable de la operación de los Sistemas de Monitoreo y Radiocomunicación de las Instituciones de Seguridad Pública, siendo una importante herramienta a cualquier emergencia, rescate entre otros.

## Divisiones
División de la Policía Estatal de Caminos: Regular y vigilar el tránsito en las carreteras, caminos y áreas de jurisdicción estatal, así como la seguridad en las mismas.
División de la Policía de Operaciones: Interviene en la ejecución de los operativos proactivos y de aseguramiento que permiten la detención de delincuentes, desarticulación de células o redes criminales.
División de la Policía Urbana: Es un modelo de policía, que tiene como función primordial, brindar la seguridad a las personas, sus familias y sus bienes, mediante la implementación de acciones y estrategias tendientes a prevenir la comisión de delitos y conductas antisociales, a través de una respuesta inmediata en base a las necesidades de la ciudadanía, generando la proximidad social y así, concebir un sentimiento de seguridad en la población guanajuatense.
División de la Policía Rural: Es un nuevo modelo de policía, que tiene como función primordial, brindar seguridad a las personas, sus familias y sus bienes, como lo son el ganado bovino, vacuno y porcino, así como los diferentes materiales usados en el campo de las distintas comunidades del norte y sur del estado de Guanajuato.
División de la Policía Procesal: La entrada en vigor del nuevo sistema penal acusatorio genera a la Secretaría de Seguridad Pública  Dirección General de las Fuerzas de Seguridad Pública de Guanajuato, la necesidad de crear una policía, que será la encargada de conducir a los sujetos en custodia a las salas del tribunal oral, así como resguardar la seguridad y el orden que garanticen el desarrollo de las audiencias y la integridad física de los actores y partes procesales.
División de la Policía Turística: Encargada de cuidar y salvaguardar la integridad física así como ser guías de los turistas que visitan los diferente pueblos mágicos y ciudades del estado de Guanajuato.
Grupo Corsel: Es la División motorizada de las Fuerzas de Seguridad Públicas del Estado, equipada con diferentes tipos de motocicletas para un tiempo de reacción más corto y penetración a áreas de difícil acceso.
División de Análisis Tácticos: Provee de datos estratégicos bajo los nuevos sistemas y estándares de información, con procesos homologados, utilizando nuevas tecnologías para la toma de decisiones.
Grupo Táctico Operativo (GTO): Es la unidad de élite de la Secretaría de Seguridad Pública, encargada de operaciones de alto impacto así como la captura de objetivo peligrosos.